# Sana Anarqulowa
Sana Maqsutqysy Anarqulowa (kasachisch Сана Мақсұтқызы Анарқұлова Sana Maqsūtqyzy Anarqūlova; * 21. Juli 1989 in Sol-Ilezk) ist eine kasachische Volleyballspielerin.

## Karriere

### Verein
Anarqulowa begann ihre Karriere 2010 beim Verein Almaty und spielte 2014 für Zhetysu Almaty. Von 2015 bis 2023 war sie eine Schlüsselspielerin bei Altay VC. Im Jahr 2023 wurde sie an Thanh Hóa VC in Vietnam ausgeliehen und spielte anschließend für Turan Turkistan. Seit 2024 steht sie beim serbischen Verein ŽOK Ub unter Vertrag.

### Nationalmannschaft
Seit 2008 ist Anarqulowa Mitglied der kasachischen Frauen-Nationalmannschaft. Sie nahm an den FIVB-Weltmeisterschaften 2010 in Japan und 
2014 in Italien teil. Bei den Asienspielen 2018 erzielte sie 15 Punkte im Spiel gegen die Philippinen. Im Jahr 2024 wurde sie beim AVC Challenge Cup zur besten Außenangreiferin gekürt, nachdem sie in der Vorrunde 20 Punkte gegen Vietnam erzielte.